# سيهات سوتارجا
سيهات سوتارجا (ولد في 1961)، هو المؤسس المشارك لمجموعة مارفيل تكنولوجي؛ والرئيس التنفيذي السابق والمدير. تشارك مارفيل في قطاعات الصناعة بما في ذلك تخزين البيانات وأجهزة التلفزيون المحمولة والذكية.

## حياته
ولد في جاكرتا، إندونيسيا لأسرة إندونيسية صينية، بدأ اهتمامه بالإلكترونيات في وقت مبكر، أصبح فني إصلاح لاسلكي معتمدًا في الثالثة عشر من عمره.